# لویس گومز (بازیکن فوتبال)
لویس گومز (انگلیسی: Luis Gómez؛ زادهٔ ۲۰ آوریل ۱۹۷۲) یک بازیکن فوتبال اهل اکوادور است.